# Springflod (film)
 For alternative betydninger, se Springflod. (Se også artikler, som begynder med Springflod)
Springflod er en dansk film fra 1990, skrevet og instrueret af Eddie Thomas Petersen, og med Jesper Gredeli Jensen som den ungdomskriminelle Franco og Trine Dyrholm som den vestjyske pige Pauline i hovedrollerne.

## Medvirkende
- Jesper Gredeli Jensen
- Trine Dyrholm
- Kirsten Olesen
- Peter Schrøder
- Jannie Faurschou
- Rasmus With
- Lars Lohmann
- Finn Nørbygaard
- Michael Moritzen
- Henrik Jandorf
- Lars Sidenius
- Arne Hansen
- Lone Helmer
- Benny Poulsen
- Charlotte Monrad
- Ernestina Matus
- Patricia Salinas
- Michelle Bjørn-Andersen
- Helle Ryslinge
- Mille Hoffmeyer Lehfeldt